# Гамалея, Григорий Михайлович
Григорий Михайлович Гамалея (укр. Григорій Гамалія; ? — † 1702) — лубенский полковник Войска Запорожского, генеральный есаул в войсках гетмана Дорошенко.

## Биография
По своему происхождению Михаил Гамалея принадлежал Подолии, откуда вышел в Левобережье при Богдане Хмельницком и довольно быстро занял видное положение в войске; отец его еще в 1649 году был записан в казацкий реестр Черкасской полковой сотни, а затем был и Черкасским полковником (1662); брат Андрея Гамалея.
В 1664 году, начальствуя передовым отрядом Брюховецкого, взял город Черкассы, в следующем году штурмовал Корсунь и ездил вместе с гетманом в Москву «ударить челом великому государю всеми городами малороссийскими».
Когда Брюховецкий отпал от Москвы и стал искать покровительства у турецкого султана, к нему было отправлено посольство в 1668 году — в числе послов находился Григорий Гамалея, возведённый в звание генерального старшины.
В 1669 году Гамалея перешёл на сторону гетмана Правобережной Украины Дорошенко, где пользовался значительным влиянием и был поставлен сперва Паволоцким полковником (1672—1674), а затем генеральным есаулом (1674), бывая в то же время и наказным гетманом. В этой роли Гамалея в 1674 году командовал отрядом, посланным Дорошенком на оборону Корсуна от Самойловича; отряд этот состоял из полков: Корсунского, Тарговицкого, Уманского, Браславскаго, Подольского, Могилевского, Кальницкого и Паволоцкого. Видное положение, занимаемое им в числе старшины Дорошенко, не удержало его, однако, от переселения на левый берег Днепра (1675). Очевидно, Гамалея, как и большинство других сторонников Дорошенко, в конце концов разочаровался в своем патроне и убедился в полной безуспешности его основной идеи — образования единой и независимой Украины.
Переселившись в Левобережье, Гамалея жил в Лохвице и долгое время, более десяти лет, не занимал никакого уряда и числился лишь знатным войсковым товарищем. Видимо, гетман Самойлович не доверял ему. Лишь в 1687 году, при низложении Самойловича на Коломаке, Гамалея, как один из участников доноса старшины князю Голицыну, был поставлен от Мазепы полковником, и притом вновь в Лубны. Но и Мазепа побаивался и не доверял ему, и Гамалея, пробыв на этот раз Лубенским полковником, менее года, был лишен уряда и снова обратился в знатного войскового товарища. Однако, Гамалея, который являлся одним из старейших и заслуженнейших старшин, Мазепа не мог оставить без всякого внимания, и поэтому милость к нему со стороны гетмана выразилась в наделении местностями. Так, в январе 1689 г. Г. получил от Мазепы во владение село Бодакву с мельницами на Хрулевской гребле и подтверждение прав на село Хоружевку; в 1690 году гетман дал ему во владение село Хрули с тяглыми людьми.
Внимание Мазепы к нему, как к человеку, имевшему в обществе известное значение, выразилась еще в том, что гетман взял его, в числе других старших войсковых товарищей, с собой в Москву (1689); здесь же гетман выхлопотал Гамалее и царскую грамоту на маетности. Поездка в Москву с гетманом была последним заметным фактом в жизни Гамалея; после неё он практически удалился от дел и посвятил остаток жизни хозяйству; в имущественных сделках того времени он назывался обыкновенно громким титулом: «славетный и с породи честное урожоный и державный его милость пан»; этот титул показывает, что Гамалея до конца жизни пользовался большим уважением; последнее видно и из того, что смерть его, последовавшая в начале 1702 году, отмечена в летописных заметках известного Павла Полуботка.
Григорий Михайлович Гамалея умер бездетным и был погребен в Лохвице, при храме Рождества Богородицы.

## Семья
- Отец — Михаил Высоцкий, герба Дрыя реестровый казак черкасской полковой сотни (1649).